# Juliusz Sielanko
Juliusz Andrzej Sielanko (ur. 20 grudnia 1938, zm. 30 grudnia 2021) – polski fizyk, prof. dr hab.

## Życiorys
Odbył studia fizyczne na Uniwersytecie Marii Curie-Skłodowskiej, w 1968 obronił pracę doktorską dotyczącą badań nad termodyfuzją gazów, w 1986 habilitował się na podstawie pracy zatytułowanej Efekt rozpylania jonowego i jego zastosowanie w badaniach warstw implantowanych. 8 stycznia 1998 nadano mu tytuł profesora w zakresie nauk fizycznych.
Został zatrudniony na stanowisku profesora nadzwyczajnego w Instytucie Informatyki na Wydziale Matematyki, Fizyki i Informatyki Uniwersytetu Marii Curie-Skłodowskiej.
Zmarł 30 grudnia 2021.